# Don Victoriano
Don Victoriano Chiongbian (Don Mariano Marcos) ist eine philippinische Stadtgemeinde in der Provinz Misamis Occidental. Sie hat 10.183 Einwohner (Zensus 1. August 2015). Im Gebiet der Gemeinde liegt der Mount Malindang National Park.

## Baranggays
Don Victoriano Chiongbian ist politisch in elf Baranggays unterteilt.
- Bagong Clarin
- Gandawan
- Lake Duminagat
- Lalud
- Lampasan
- Liboron
- Maramara
- Napangan
- Nueva Vista (Masawan)
- Petianan
- Tuno